# 凯伦·佩吉
凯伦·佩吉（英語：Karen Page），是漫威漫画夜魔侠中的一名女性角色。由史丹·李和比爾·艾佛雷特创造，她第一次出现在《夜魔侠》#1（1964年4月）。

## 角色经历
在她的第一次亮相时身份为是马特·默多克（也就是夜魔侠）的律师事务所的秘书，她与默多克和Foggy Nelson有共同爱好。在《夜魔侠＃57》（1969年10月），她知道默多克的秘密身份后了。并在《#86》（1972年4月）离开。最后故事中提到她成为一名电影演员。
在2＃13（1975年8月）她成为恶灵骑士配角，直到《＃26》（1977年10月），在此期间，与夜魔侠《＃138》的交叉漫画中她也有出场。 在1978年的Marvel Two-in-One中登场且时间超过七年。
凯伦·佩吉在夜魔侠《＃227》（1986年2月）再次登场，在一个故事恢复秘书的身份。作家Ann Nocenti发展了他们的关系，甚至在《＃259》中成为夜魔侠的助手并帮忙摧毁一个儿童色情组织。她在《＃263》（1989年2月）中再次登场，直到《夜魔侠＃294》（1991年7月）。
在《夜魔侠vol.2 #5》（1999年3月10日）中被夜魔侠的敌人靶眼杀死。

## 其他媒体

### 电视剧
- 在漫威電影宇宙中，黛博拉·安·霍尔扮演凯伦·佩吉。[1]
  - 2015年劇集《夜魔侠》第一季
  - 2016年劇集《夜魔侠》第二季
  - 2017年劇集《捍衛者聯盟》
  - 2017年劇集《制裁者》
  - 2018年劇集《夜魔俠》第三季
  - 2025年劇集《夜魔俠：重生》第一季

### 电影
在电影《夜魔侠》，艾蓮·朋佩歐扮演凯伦·佩吉。她的大部分戏份被删除，但是在导演版DVD中可以看到。